# Ilinci
Ilinci (en serbe cyrillique : Илинци) est un village de Serbie situé dans la province autonome de Voïvodine. Il fait partie de la municipalité de Šid dans le district de Syrmie (Srem). Au recensement de 2011, il comptait 804 habitants.
Ilinci est une communauté locale, c'est-à-dire une subdivision administrative, de la municipalité de Šid.

## Géographie

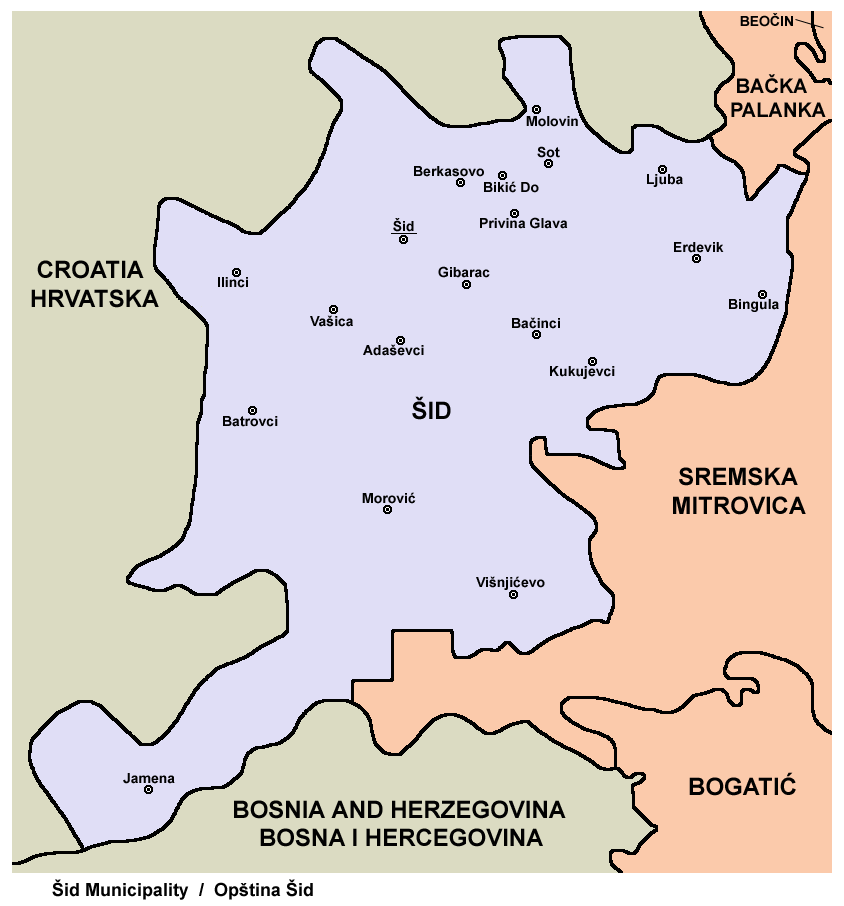
Localisation d'Ilinci dans la municipalité de Šid

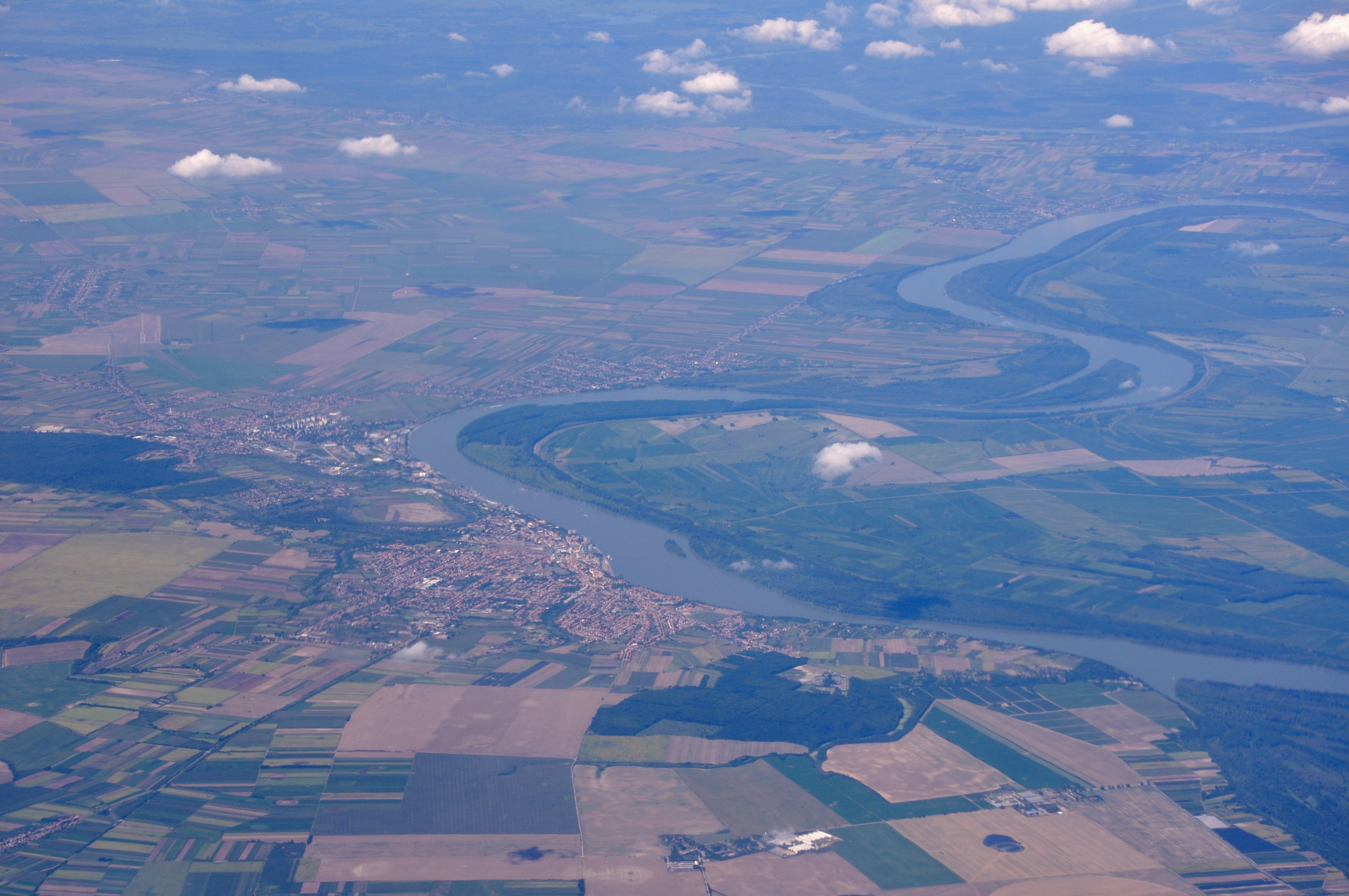
Vue satellite d'Ilinci

## Démographie

### Évolution historique de la population
| 1948  | 1953  | 1961  | 1971  | 1981  | 1991 | 2002 | 2011 |
| ----- | ----- | ----- | ----- | ----- | ---- | ---- | ---- |
| 1 335 | 1 481 | 1 456 | 1 198 | 1 011 | 883  | 827  | 804  |

|  |

### Données de 2002
Pyramide des âges (2002)
En 2002, l'âge moyen de la population était de 41,5 ans pour les hommes et 44,9 ans pour les femmes.
Répartition de la population par nationalités (2002)
En 2002, les Serbes représentaient 96,2 % de la population.

### Données de 2011
En 2011, l'âge moyen de la population était de 43 ans, 40,3 ans pour les hommes et 45,6 ans pour les femmes.